# Подводные лодки типа I-1
Подводные лодки типа I-1 (яп. 伊一型潜水艦), также известные как тип «J1» — серия японских дизель-электрических подводных лодок 1920-х годов. Созданы на основе типа I-52, первые японские подводные лодки, классифицированные как крейсерские. Всего в 1924—1929 годах было построено четыре подводные лодки этой серии. Подводные лодки типа I-1 использовались во Второй мировой войне, а с 1942 года были переоборудованы в транспортные. Все подводные лодки данного типа были потеряны в боях в 1942—1944 годах.

## Представители
| Заводской номер | Дата закладки | Спуск на воду    | Ввод в строй         | Судьба |
| --------------- | ------------- | ---------------- | -------------------- | --- |
| I-1             | март 1923     | 15 октября 1924  | 10 марта 1926        | повреждена новозеландскими тральщиками «Киви» и «Моа» и затоплена экипажем близ Гуадалканала 29 января 1943 года |
| I-2             |               | 23 февраля 1925  | 24 июля 1926         | потоплена эсминцем «Софли» близ острова Нью-Гановер 7 апреля 1944 года                                           |
| I-3             |               | 8 июня 1925      | 30 ноября 1926       | потоплена торпедным катером PT-59 близ Гуадалканала 10 декабря 1942 года                                         |
| I-4             |               | 22 мая 1928 года | 24 декабря 1929 года | потоплена подводной лодкой «Сидрегон» у берега Гуадалканала 20 декабря 1942 года                                 |